# J.League 1998
La stagione 1998 è stata la sesta edizione della J.League, massimo livello del campionato giapponese di calcio.

## Classifiche

### Suntory Series
|  | Pos. | Squadra             | Pt | G  | V  | V dts | V dcr | P  | GF | GS | DR   |
|  | ---- | ------------------- | -- | -- | -- | ----- | ----- | -- | -- | -- | ---- |
|  | 1.   | Júbilo Iwata        | 39 | 17 | 13 | 0     | 0     | 4  | 52 | 18 | +34  |
|  | 2.   | Shimizu S-Pulse     | 39 | 17 | 13 | 0     | 0     | 4  | 32 | 14 | +18  |
|  | 3.   | Nagoya Grampus      | 33 | 17 | 9  | 3     | 0     | 5  | 37 | 21 | +16  |
|  | 4.   | Yokohama Marinos    | 32 | 17 | 10 | 1     | 0     | 6  | 39 | 21 | +18  |
|  | 5.   | Kashima Antlers     | 32 | 17 | 10 | 1     | 0     | 6  | 41 | 28 | +13  |
|  | 6.   | Verdy Kawasaki      | 30 | 17 | 10 | 0     | 0     | 7  | 34 | 25 | +9   |
|  | 7.   | Urawa Reds          | 28 | 17 | 8  | 1     | 2     | 6  | 30 | 23 | +7   |
|  | 8.   | Yokohama Flügels    | 26 | 17 | 7  | 2     | 1     | 7  | 33 | 32 | +1   |
|  | 9.   | Cerezo Osaka        | 23 | 17 | 7  | 1     | 0     | 9  | 36 | 47 | -11  |
|  | 10.  | Kashiwa Reysol      | 22 | 17 | 6  | 1     | 2     | 8  | 32 | 35 | -3   |
|  | 11.  | JEF United          | 21 | 17 | 7  | 0     | 0     | 10 | 31 | 31 | 0    |
|  | 12.  | Bellmare Hiratsuka  | 20 | 17 | 5  | 2     | 1     | 9  | 27 | 34 | -7   |
|  | 13.  | Sanfrecce Hiroshima | 19 | 17 | 5  | 2     | 0     | 10 | 22 | 33 | -11  |
|  | 14.  | Gamba Osaka         | 17 | 17 | 4  | 2     | 1     | 10 | 27 | 29 | -2   |
|  | 15.  | Kyoto Purple Sanga  | 16 | 17 | 4  | 2     | 0     | 11 | 20 | 33 | -13  |
|  | 16.  | Consadole Sapporo   | 11 | 17 | 3  | 1     | 0     | 13 | 28 | 44 | -16  |
|  | 17.  | Vissel Kōbe         | 9  | 17 | 3  | 0     | 0     | 14 | 20 | 48 | -28  |
|  | 18.  | Avispa Fukuoka      | 7  | 17 | 2  | 0     | 1     | 14 | 22 | 47 | - 25 |

Legenda:

      Qualificata in Suntory Championship

      Qualificata ai playoff promozione/salvezza

Note:
Tre punti a vittoria dopo i tempi regolamentari, due a vittoria dopo i tempi supplementari, uno a vittoria dopo i tiri di rigore, zero a sconfitta.

### NICOS Series
|  | Pos. | Squadra             | Pt | G  | V  | V dts | V dcr | P  | GF | GS | DR  |
|  | ---- | ------------------- | -- | -- | -- | ----- | ----- | -- | -- | -- | --- |
|  | 1.   | Kashima Antlers     | 42 | 17 | 12 | 3     | 0     | 2  | 38 | 15 | +23 |
|  | 2.   | Júbilo Iwata        | 39 | 17 | 13 | 0     | 0     | 4  | 55 | 21 | +34 |
|  | 3.   | Urawa Reds          | 33 | 17 | 11 | 0     | 0     | 6  | 32 | 17 | +15 |
|  | 4.   | Yokohama Marinos    | 32 | 17 | 10 | 1     | 0     | 6  | 40 | 27 | +13 |
|  | 5.   | Shimizu S-Pulse     | 31 | 17 | 8  | 3     | 1     | 5  | 39 | 21 | +18 |
|  | 6.   | Nagoya Grampus      | 30 | 17 | 9  | 1     | 1     | 6  | 34 | 26 | +8  |
|  | 7.   | Yokohama Flügels    | 25 | 17 | 8  | 0     | 1     | 8  | 37 | 32 | +5  |
|  | 8.   | Kashiwa Reysol      | 25 | 17 | 8  | 0     | 1     | 8  | 24 | 26 | -2  |
|  | 9.   | Sanfrecce Hiroshima | 24 | 17 | 7  | 1     | 1     | 8  | 23 | 19 | +4  |
|  | 10.  | Consadole Sapporo   | 24 | 17 | 8  | 0     | 0     | 9  | 29 | 30 | -1  |
|  | 11.  | Kyoto Purple Sanga  | 23 | 17 | 6  | 2     | 1     | 8  | 27 | 30 | -3  |
|  | 12.  | Bellmare Hiratsuka  | 22 | 17 | 7  | 0     | 1     | 9  | 26 | 32 | -6  |
|  | 13.  | Cerezo Osaka        | 21 | 17 | 7  | 0     | 0     | 10 | 20 | 32 | -12 |
|  | 14.  | Vissel Kōbe         | 16 | 17 | 5  | 0     | 1     | 11 | 25 | 41 | -16 |
|  | 15.  | Avispa Fukuoka      | 14 | 17 | 4  | 1     | 0     | 12 | 11 | 38 | -27 |
|  | 16.  | Gamba Osaka         | 13 | 17 | 3  | 2     | 0     | 12 | 20 | 32 | -12 |
|  | 17.  | Verdy Kawasaki      | 9  | 17 | 3  | 0     | 0     | 14 | 13 | 28 | -15 |
|  | 18.  | JEF United          | 4  | 17 | 1  | 0     | 1     | 15 | 18 | 44 | -26 |

Legenda:

      Qualificata in Suntory Championship

      Qualificata ai playoff promozione/salvezza

Note:
Tre punti a vittoria dopo i tempi regolamentari, due a vittoria dopo i tempi supplementari, uno a vittoria dopo i tiri di rigore, zero a sconfitta.

### Classifica finale
|                     | Pos. | Squadra             | Pt | G  | V  | V dts | V dcr | P  | GF  | GS | DR   |
| ------------------- | ---- | ------------------- | -- | -- | -- | ----- | ----- | -- | --- | -- | ---- |
|                     | 1.   | Júbilo Iwata        | 78 | 34 | 26 | 0     | 0     | 8  | 107 | 43 | +68  |
| Giappone (bandiera) | 2.   | Kashima Antlers     | 74 | 34 | 22 | 4     | 0     | 8  | 79  | 43 | +36  |
|                     | 3.   | Shimizu S-Pulse     | 70 | 34 | 21 | 3     | 1     | 9  | 71  | 35 | +36  |
|                     | 4.   | Yokohama Marinos    | 64 | 34 | 20 | 2     | 0     | 12 | 79  | 48 | +31  |
|                     | 5.   | Nagoya Grampus      | 63 | 34 | 18 | 4     | 1     | 11 | 71  | 47 | +24  |
|                     | 6.   | Urawa Reds          | 61 | 34 | 19 | 1     | 3     | 12 | 62  | 40 | +22  |
|                     | 7.   | Yokohama Flügels    | 51 | 34 | 15 | 2     | 2     | 15 | 70  | 64 | +6   |
|                     | 8.   | Kashiwa Reysol      | 47 | 34 | 14 | 1     | 3     | 16 | 56  | 61 | -5   |
|                     | 9.   | Cerezo Osaka        | 44 | 34 | 14 | 1     | 0     | 19 | 56  | 79 | -23  |
|                     | 10.  | Sanfrecce Hiroshima | 43 | 34 | 12 | 3     | 1     | 18 | 45  | 52 | -7   |
|                     | 11.  | Bellmare Hiratsuka  | 42 | 34 | 12 | 2     | 2     | 18 | 53  | 66 | -13  |
|                     | 12.  | Verdy Kawasaki      | 39 | 34 | 13 | 0     | 0     | 21 | 47  | 53 | -6   |
|                     | 13.  | Kyoto Purple Sanga  | 39 | 34 | 10 | 4     | 1     | 19 | 47  | 63 | -16  |
|                     | 14.  | Consadole Sapporo   | 35 | 34 | 11 | 1     | 0     | 22 | 57  | 74 | -17  |
|                     | 15.  | Gamba Osaka         | 30 | 34 | 7  | 4     | 1     | 22 | 47  | 61 | -14  |
|                     | 16.  | JEF United          | 25 | 34 | 8  | 0     | 1     | 25 | 49  | 75 | -26  |
|                     | 17.  | Vissel Kōbe         | 25 | 34 | 8  | 0     | 1     | 25 | 45  | 89 | - 44 |
|                     | 18.  | Avispa Fukuoka      | 21 | 34 | 6  | 1     | 1     | 26 | 33  | 85 | -52  |

Legenda:

      Campione del Giappone, ammessa al Campionato d'Asia per club 1999-2000

      Retrocessa in J.League Division 2 1999

      Scioglimento
Note:
Tre punti a vittoria dopo i tempi regolamentari, due a vittoria dopo i tempi supplementari, uno a vittoria dopo i tiri di rigore, zero a sconfitta.
Yokohama Flügels cessa la propria attività per effetto della fusione con gli Yokohama Marinos.

## Risultati

### Playoff promozione/salvezza

#### Primo turno
| Squadra 1      | Risultato      | Squadra 2         |
| -------------- | -------------- | ----------------- |
| Avispa Fukuoka | 3 - 2 (d.t.s.) | Kawasaki Frontale |

#### Secondo turno
| Squadra 1   | Totale | Squadra 2         | Andata | Ritorno |
| ----------- | ------ | ----------------- | ------ | ------- |
| JEF United  | 4 - 1  | Avispa Fukuoka    | 2 - 0  | 2 - 1   |
| Vissel Kōbe | 4 - 1  | Consadole Sapporo | 2 - 1  | 2 - 0   |

#### Finale
| Squadra 1      | Totale | Squadra 2         | Andata | Ritorno |
| -------------- | ------ | ----------------- | ------ | ------- |
| Avispa Fukuoka | 4 - 0  | Consadole Sapporo | 1 - 0  | 3 - 0   |

### Suntory Championship
| Tokyo 21 novembre 1998 | Júbilo Iwata | 1 – 2 (d.t.s.) | Kashima Antlers | National Stadium |

| Kashima 28 novembre 1998 | Kashima Antlers | 2 – 1 | Júbilo Iwata | Kashima Soccer Stadium |

## Statistiche

### Classifica dei marcatori
| Gol |  |  | Giocatore              | Squadra           |
| --- |  |  | ---------------------- | ----------------- |
| 36  |  |  | Masashi Nakayama       | Júbilo Iwata      |
| 25  |  |  | Shōji Jō               | Yokohama Marinos  |
| 22  |  |  | Atsushi Yanagisawa     | Kashima Antlers   |
| 21  |  |  | Jorge Dely Valdés      | Consadole Sapporo |
| 21  |  |  | Fernando Nicolas Oliva | Shimizu S-Pulse   |

| Gol |  |  | Giocatore         | Squadra            |
| --- |  |  | ----------------- | ------------------ |
| 18  |  |  | Wagner Lopes      | Bellmare Hiratsuka |
| 18  |  |  | Hiroaki Morishima | Cerezo Osaka       |
| 17  |  |  | Toshiya Fujita    | Júbilo Iwata       |
| 17  |  |  | Kim Do-hoon       | Vissel Kōbe        |
| 17  |  |  | Hiromi Kojima     | Gamba Osaka        |